# Gryon sibiricum
Gryon sibiricum är en stekelart som beskrevs av Kononova 2001. Gryon sibiricum ingår i släktet Gryon och familjen Scelionidae. Inga underarter finns listade i Catalogue of Life.